# Ernst Pistulla
Ernst Pistulla (* 28. November 1906 in Goslar; † 3. März 1945 in Berlin) war ein deutscher Boxer.

## Familie
Ernst Pistulla ist als Sohn des Schlossers Richard Pistulla (1879–1944) und dessen Ehefrau Julie (Julianna) geb. Kalnik in Goslar geboren, wo der Vater kurzzeitig als Eisenbahnschaffner tätig gewesen ist. Seine Eltern waren katholisch. Sie haben 1902 in Zaborze (Zabrze) in Oberschlesien geheiratet und sind um 1908 mit ihren Söhnen nach Berlin gekommen.

## Amateur
Pistulla gewann 1928 die deutsche Meisterschaft im Halbschwergewicht und wurde daraufhin als Vertreter Deutschlands in dieser Gewichtsklasse für die Olympischen Spiele 1928 in Amsterdam nominiert, die ersten Olympischen Spiele, an denen Deutschland nach dem Ende des Ersten Weltkrieges erstmals wieder teilnehmen durfte.
Pistulla erreichte als Einziger aus der deutschen Mannschaft das Finale seiner Gewichtsklasse, welches er gegen den Argentinier Victor Avendano nach Punkten verlor. Diese Silbermedaille war zugleich die erste olympische Medaille eines deutschen Boxers in der Geschichte der Spiele. Dieser Rang brachte ihm als bestplatziertem Europäer außerdem den Titel des Europameisters.

## Profi
1929 wechselte Pistulla in das Profilager. Im Februar 1930 wurde er durch einen Sieg über Helmut Hartkopp Deutscher Meister. Am 9. Januar 1931 boxte er gegen Adolf Heuser um die Europameisterschaft. Heuser verteidigte den Titel durch ein Unentschieden.
Schon etwa zwei Monate später, am 18. März 1931, bekam er eine zweite Titelchance und sicherte mit einem Sieg gegen den Spanier Martinez de Alfara den Europameistertitel. Den Titel verteidigte er anschließend ein Mal durch ein erneutes Unentschieden gegen Heuser. Im Mai 1934 verlor er im Kampf um die deutsche Meisterschaft durch einen Erstrunde-KO gegen Adolf Witt. 1935 beendete er nach drei KO-Niederlagen in Folge seine sportliche Laufbahn. Anschließend war er Gastwirt, zuletzt in Berlin-Friedenau.
1933 hatte er einen kurzen Auftritt als Boxer in dem Tonfilm Ein Lied geht um die Welt mit dem Tenor Joseph Schmidt.
Er ist nicht im September 1944 als Soldat während des Russland-Feldzugs gefallen, wie es in verschiedenen Quellen behauptet wird. Vielmehr ist er am 3. März 1945 in der Berliner Justizvollzugsanstalt Moabit, gestorben. Als Todesursache wurde progressive Paralyse angegeben.